# ハビックス
ハビックス株式会社は、岐阜県岐阜市に本社を置く、不織布と衛生用紙を製造する製紙メーカー。東証スタンダード上場企業。

## 沿革
- 1950年12月 - 株式会社大黒屋設立。
- 1952年10月 - 社名を福村製紙株式会社に変更。
- 1993年3月 - 現社名に変更。
- 2005年2月 - ジャスダック上場。

## 所在地
- 本社 - 岐阜県岐阜市
- 伊自良工場 - 岐阜県山県市
- 穂積工場 - 岐阜県瑞穂市
- 海津工場 - 岐阜県海津市
- 本巣工場 - 岐阜県本巣市